# Анкона, Элихио

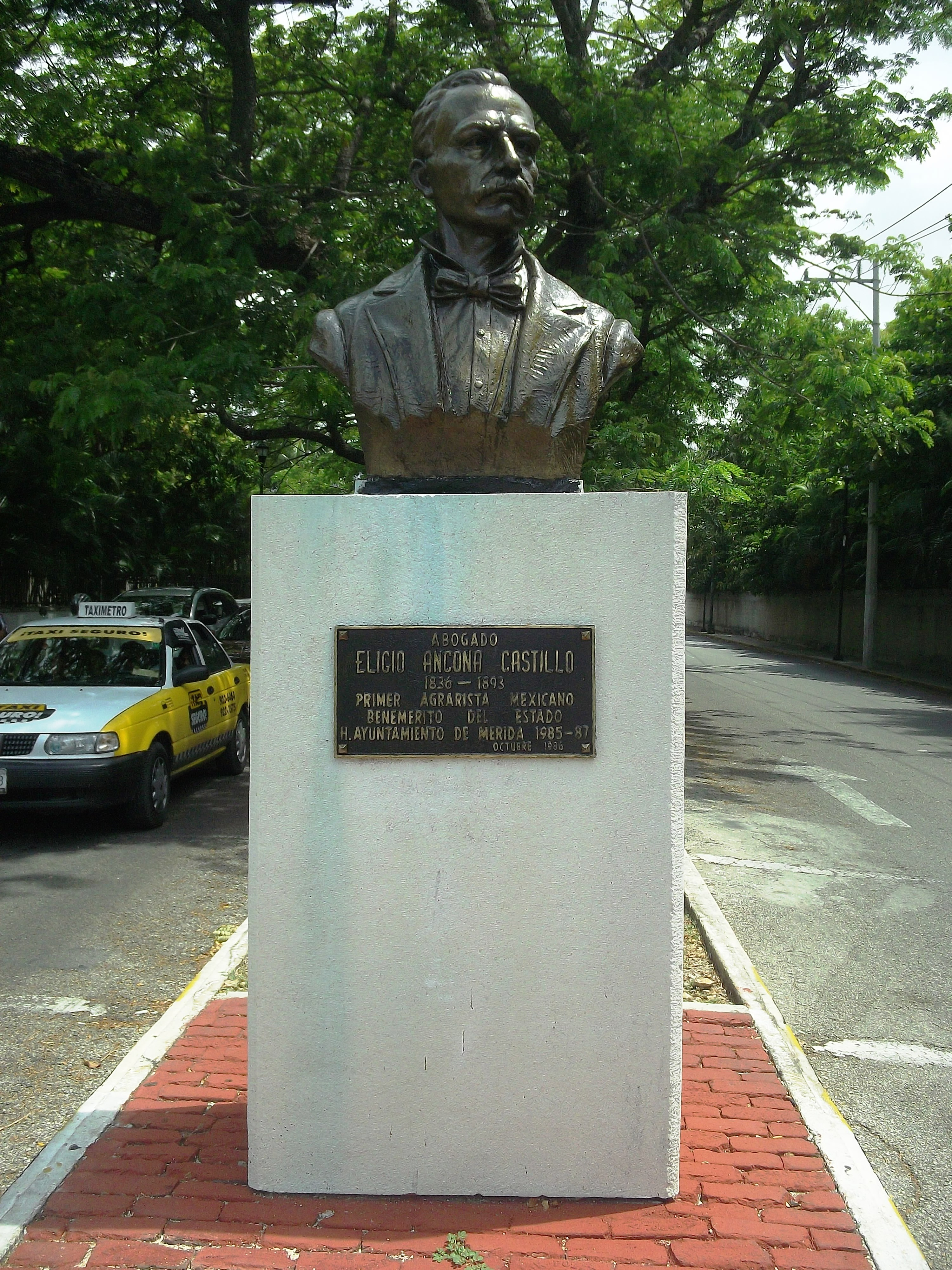
Бюст Элихио Анконы в Мериде, Юкатан

Элихио Хесус Анкона Кастильо (исп. Eligio Jesús Ancona Castillo; 30 ноября 1835, Мерида, Мексика — 3 апреля 1893, Мехико , Мексика) — мексиканский политический и государственный деятель, писатель
, драматург, журналист, юрист, историк. Видный представитель литературы независимой Мексики.

## Биография

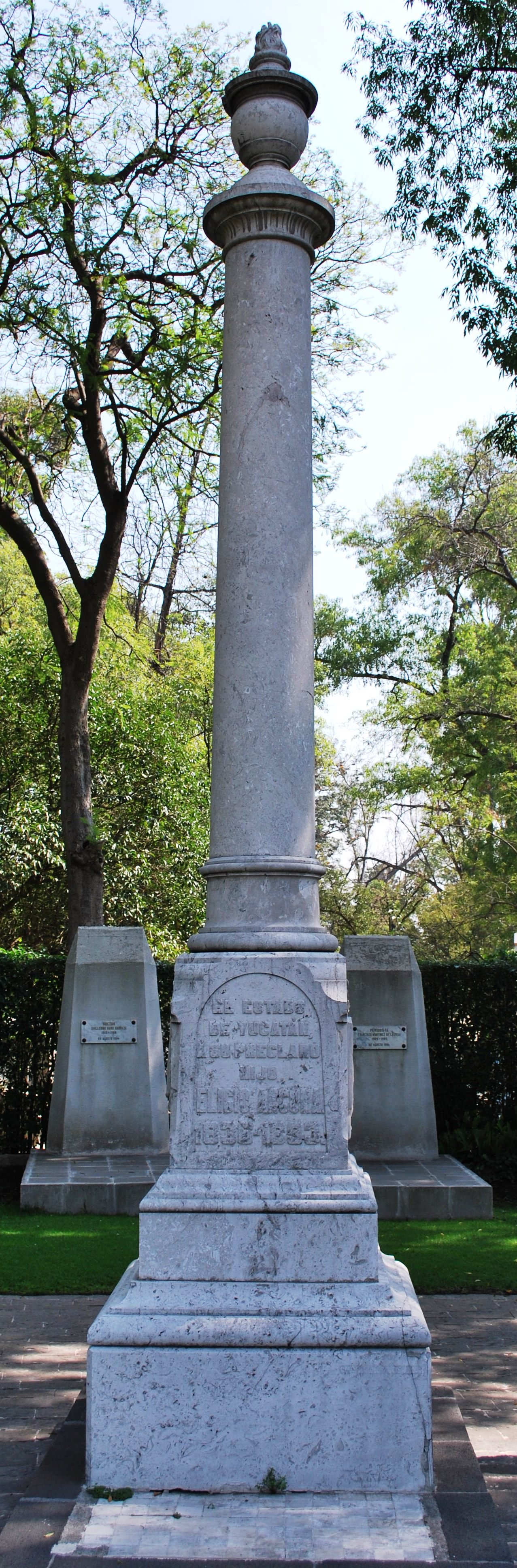
Памятник на могиле Э. Анконы в Ротонде выдающихся личностей

Учился в духовной семинарии Сан-Ильдефонсо, позже продолжил учёбу в Государственном университете, получил специальность юриста в 1862 году.
Сторонник республиканских идей. Во время Второй Мексиканской империи подвергался преследованиям со стороны властей, был сослан на о. Косумель.
После краха империи в 1868 году был назначен генеральным секретарём правительства и временным губернатором Юкатана. В 1875—1876 годах — губернатор этого штата. В 1891 году стал секретарём Верховного суда Мексики (La Suprema Corte de Justicia de la Nacion).
Избирался членом мексиканского конгресс от Юкатана. Был членом Общества географии и статистики.

## Творчество
Автор ряда исторических произведений, книг о временах конкисты. Издал сборник по истории «История Юкатана: с древнейших времен до наших дней» (1889).

## Избранные сочинения
- La mestiza (1861)
- La cruz y la espada (1864)
- El filibustero (1864)
- Los mártires del Anáhuac (1870)
- El Conde de Peñalva (1879)
- Historia de Yucatán: desde la época más remota hasta nuestros días. (1878—1880)
- Memorias de un alférez (1904)

## Память
- За большой вклад в литературу и политику через два года после его смерти Законодательное собрание Юкатана объявило Э. Анкону Заслуженным перед государством и разместило его имя золотыми буквами на одной из стен зала Конгресса.
- В апреле 1903 года его останки были захоронены в Пантеоне-де-Долорес в Мехико, в Ротонде выдающихся личностей.